# Макнамара, Мэгги
Маргерит «Мэгги» Макнамара (англ. Marguerite "Maggie" McNamara, 18 июня 1928 — 18 февраля 1978) — американская актриса, номинантка на премию «Оскар» в 1953 году.

## Биография
Мэгги Макнамара родилась в Нью-Йорке. В юности работала моделью и обучалась танцам и драме. В 1951 году она дебютировала на Бродвее, а также удачно прошла пробы и получила роль Пэтти О’Нил в фильме «Синяя луна». В 1953 году за эту роль она была номинирована на «Оскар», но уступила статуэтку Одри Хепбёрн за фильм «Римские каникулы».
Второй её большой работой в кино стал фильм «Три монеты в фонтане». И хотя её карьера начиналась довольно хорошо, на большом экране она появилось после этого только дважды. В начале 1960-х она снялась в нескольких телевизионных сериалах. Последнее её появление на экране было в 1964 году в сериале «Час Альфреда Хичкока», после чего актриса больше не появлялась на публике, и последние свои годы проработала машинисткой.
Макнамара была замужем за актёром Дэвидом Шифтом, брак с которым закончился разводом. В феврале 1978 года Мэгги Макнамара покончила с собой, приняв чрезмерную дозу снотворного. Она похоронена на кладбище «Сант Чарльз» в Нью-Йорке.

## Фильмография
- 1953 — Синяя луна — Пэтти О’Нил
- 1954 — Три монеты в фонтане — Мария Уилльямс
- 1955 — Принц игроков — Мэри Дэалин Бут
- 1963 — Кардинал — Флорри Фэрмоил
- 1963 — Бен Кэйси — Деде Блейк
- 1963 — Сумеречная зона — Барбара Блейк
- 1964 — Час Альфреда Хичкока — Камилла